# Methanococcoides burtonii
A Methanococcoides burtonii a Methanococcoides nembe tartozó Archaea faj. Az archeák – ősbaktériumok – egysejtű, sejtmag nélküli prokarióta szervezetek. Metilotróf, metanogén szervezet. Először az Ace-tóban izolálták az Antarktiszon. Típustörzse DSM 6242.
Az extremofil Methanosarcinaceae család tagja, aminek mindhárom nemének fajai gömbölyűek. Alkalmazkodott az Antarktiszi élethez, az Ace-tóban él ahol a hőmérséklet tartósan 1-2 °C. Az osztrák limnológus Harry Burton fedezte fel. Az optimális hőmérséklet a növekedéséhez 23 °C. Képes növekedni metilezett szubsztrátokkal, és széles körű hőmérséklet növekedést tolerál (< 4°-29 °C). A hideghez való alkalmazkodásába beletartozik a membrán lipidjeinek specifikusan megváltozott telítetlensége, és a flexibilis fehérjéi. Szabálytalan gömb alakú 0-1,8 mikrométer átmérőjű. Egyedül vagy párokban fordul elő. Mozgékony, egy ostora van. Hiányoznak belőle a raktározó struktúrák és a belső membránok a citoplazmában. Telepképző archaea általában <1 milliméteres telepekben fordul elő, amik kör alakúak és konvexek. UV fény alatt sejtjei kéken fluoreszkálnak. Optimális kiindulási pH a növekedéséhez 7,7. Két anyag stimulálja a növekedését, az élesztőkivonat és a triptikáz szója agar. Rezisztens a következő anyagokra: penicillin, ampicillin, tetraciklin, vankomicin és eritromicin. Bár képes túlélni extremofil környezetben 1-2 °C-on, optimálisan 23 °C nő. Obligát metilotróf metanogén szervezet. Képes metilaminokat és metanolt használni a növekedéshez, de nem képes formiátot H2CO2 és acetátot használni a növekedéshez. A metán egy üvegházhatású gáz, és a metanogének kritikus szerepet játszanak a globális felmelegedésben és a globális szén ciklusban a metántermelés révén.

## Alkalmazkodása a hideghez
Az energiatermelése és a bioszintézis útjai kiemelt szerepet játszanak a hideghez való alkalmazkodásában. Proteomikai kutatás szerint a sejt E alegysége nagyobb az alacsony hőmérsékleti növekedés alatt. Ez azt jelzi hogy specifikus szerepet tölt be a transzkripció szabályozásában, és részt vesz benne alacsony hőmérsékleten, vagy megkönnyíti a transzkripciót alacsony hőmérsékleten. A szabályozó mechanizmusai az E. coli hideg sokk indukálta RNS helikáz génekre hasonlítanak. Így ezek a mechanizmusok hasonlóak baktériumok hideghez való alkalmazkodásához. 4 °C-on alacsonyabb a Hsp70 szintje de magasabb a PPIáz szintje, ami lehetséges, hogy azt jelzi, hogy a fehérje feltekeredés egy hőre érzékeny folyamat, és hozzájárulhat a hideghez való alkalmazkodásához. Számos a metanogenezisben részt vevő gén termikusan szabályozott, és a szabályozás magában foglalja a gének expresszióját az operonokban, a fehérje módosításban, és a pirrolizint tartalmazó TMA-MT szintézisében. 4 °C-on nagyobb a metanogenezisben kifejezett gének fehérjéinek és/vagy mRNS szintje, amelyek proton mozgási energiát állítanak elő a celluláris folyamatokhoz, beleértve az ATP-szintézist, és az acetil-CoA-vezető aminosav-anyagcsere utakat. 4 °C-on GDH és GAPDH (a nitrogén és a szén anyagcsere kulcs enzimjei) megnövekedett szinten van jelen, jelezve az alapvető nitrogén és szén anyagcsere hatékony szabályozását, összhangban a hidegben növekedő szervezet evolúciójával.

## Membrán szerkezete és flexibilis fehérjéi
Az archaea domén teszi ki a mikrobiális biomassza nagy részét a hideg környezetben, azaz az Ace-tóban, ahol az M. burtonii-t felfedezték. Mivel a vad típusú szervezetek többségének a lipid kettősrétege merevvé válik a hőmérséklet csökkenésével. Azonban a telítetlen zsírsavak növekvő aránya a membránban folyékony kristályos állapotban tartja, ezt deszaturáz enzim használatával éri el. A de novo szintézis lehetővé teszi az állandó alkalmazkodását a hideg környezethez. Az M. burtonii telítetlen diéter lipideket tartalmaz, amik jelenléte egy olyan mechanizmust biztosít, ami segíti a hideghez való alkalmazkodását. A telítetlen diéter lipidek hőmérséklet érzékenyek, és növekedéskor a hőmérséklet befolyásolja a membrán telítetlenségének arányát. Ez azt bizonyítja, hogy képes kontrollálni hőmérséklettől függően a membránfluiditását. Egyéb a membrán telítetlenségért, és így a hideg alkalmazkodásért potenciálisan felelős molekulák az izoprenoid oldalláncok. Két specifikus enzimje a acetoacetil-CoA-tioláz és a HMG-CoA-szintáz részt vesznek a melavonát reakcióútban. Az ilyen módon előállított izoprenoid láncok teljes mértékben telítetlenek. Magas arányban tartalmaz nem töltött poláros aminosavakat főleg glutamint, és treonint. Alacsony arányban tartalmaz hidrofób aminosavakat főleg leucint. Jelentős az tRNS stabilitás szempontjából a GC-tartalom. Fő foszfolipidjei: arkeol-foszfatidilglicerin, arkeol-foszfatidilinozitol, hidroxiarkeol-foszfatidilglicerin, hidroxiarkeol-foszfatidilinozitol. Minden foszfolipid osztályok tartalmaz egy sor telítetlen analógot, a telítetlenségi mértéke függ a foszfolipid osztálytól. A telítetlen lipidek aránya a növekedő sejtekben szignifikánsan magasabb 4 °C-on mint 23 °C-on. A 3-hidroxi-3-metil-glutaril-koenzim-A-szintáz, farnezil-difoszfát szintetáz és a geranil-geranil-difoszfát szintetáz expresszált a proteomjában. A melavonát útvonalon szerepet játszó gén, és a foszfatidilinozitol és foszfatidil képződésért felelős folyamatok megtalálhatók a genomjában. 163 fehérjéjét azonosították.

## Genom szerkezet és evolúció
Genomja egy kör alakú kromoszómából áll, és 2,575,832 bázispár hosszú. A genomját az aberráns szekvenciák magasabb szintje jellemzi a többi archeához képest. Képes megtartani a kodon használatát erősen ferde aminosav tartalom mellett. Ez volt a hideghez való alkalmazkodásához vezető fő evolúciós lépés. Számos jelentős génkészlet felülreprezentált a genomjában. Például jelentősen felülreprezentáltak a szignáltranszdukciós hisztidin kinázok, a REC-A szupercsalád ATPázok és a Che-Y-szerű reakció szabályozók, valamint számos transzpozáz. Továbbá más archaea genommal összehasonlítva felülreprezentáltak a genomjában a védelmi és mozgási mechanizmusért felelős génkészletek. De alulreprezentáltak a nukleotid transzlációért és a nukleotid anyagcseréjért felelős génkészletek.

## ABC transzporterek
Nincsenek ABC transzporterei a peptidek számára. Nincs ABC-transzporter-permeáza a peptideknek ami egy jelentős különbség közte és a Methanosarcinaceae család többi tagja közt. Emiatt nem tudja a peptideket transzportálni, és így nem tudja azokat a növekedésben használni.

## Anyagcsere
Használja a glikolízist és a glukoneogenezist. Van III-as típusú ribulóz, 1-5-bifoszfát-karboxiláz/oxigenáz enzimje, de nincs foszforibulokináz génje. Acetil-CoA-ból metil-tetrahidroszarkinapterint és szén-dioxidot állít elő. Az utóbbi reakcióúton szén-monoxid-dehidrogenáz/acetil-CoA-szintáz enzimet használ. Nem tud szenet megkötni. Továbbá ADP függő cukor kinázokat használ a glikolízisben. Ha alacsony az energia szinjte és/vagy a környezete anaerob akkor ATP-t használ, amit 3-PGA-ból állít elő.

## Aminosav szintézis
A ciszteint tRNS függő útvonalon és O-acetil-szerin útvonalon állítja elő. A pirrolizint pirrolizil-tRNS-szintetáz enzim használatával állítja elő.

## Metanogenezis
Az energiát metilcsoportok oxidációjával állítja elő hogy szén-dioxidot metánná redukáljon. Ezért obligát metilotróf metanogénnek nevezik. A metanogén növekedés hidrogén jelenlétében három hidrogenázt igényel: ECh, Frh/Fre, és Vho, de az M. burtonii ezeket nem tartalmazza. A növekedéshez nem használ formiátot H2:CO2 vagy acetátot.

## Szignáltranszdukció
A genomja is tartalmaz egy kemotaxis mechanizmust, amely egy kemotaxis fehérjéből (a kemotaxis hisztidin-kinázból), és egy kemotaxis válasz regulátorból áll. A környezetét különböző protein-kinázokon keresztül érzékeli. Obligát anaerob szervezet, az oxigént intracelluláris kinázokkal ismeri fel. Amik más elemeket is felismernek, ami nélkülözhetetlen a túléléséhez.